# منطقة تراث وطني
تُشير مناطق التراث الوطني إلى المناطق التي تعتبرها الحكومات مناطق مميزة لأسباب ثقافية أو تاريخية أو طبيعية أو ترفيهية. ومقارنةً بالحدائق الوطنية، لا تخضع مناطق التراث الوطني لنفس المستوى من التقسيم واللوائح المفروضة بشأن استخدام الأراضي. وفي العادة يتم إدارة هذه المناطق على المستوى المحلي.
وقد قامت العديد من الحكومات الوطنية بتحديد مناطق التراث الوطني:
- منطقة التراث الوطني في الولايات المتحدة